# 湘南乃風〜Live Set Best〜
『湘南乃風〜Live Set Best〜』（しょうなんのかぜ・ライブセットベスト）は、2011年6月15日に発売の湘南乃風の2作目のベスト・アルバム。

## 概要
- 湘南乃風初のベスト・アルバムの2枚目。本作は裏ベストと位置づけられており、ジャケットの色が銀色になっている。
- DISC1は、シングルやアルバムに収録されているキラー・チューンをライブのセットリストをイメージして収録。
- DISC2は、メンバーによるソロ楽曲、コラボ曲、アルバム楽曲で使用されたリディムを収録。
- ベスト・アルバム『湘南乃風〜Single Best〜』と同時発売となった。こちらは表ベストと位置づけられている。

## 収録曲

### DISC-1
1. Wild Speed
（作詞・作曲・編曲:湘南乃風）
1stアルバム『湘南乃風〜REAL RIDERS〜』収録。
『湘南乃風〜REAL RIDERS〜』に収録されたものとは異なり、曲の始まりが同アルバムに収録されている「Intro」と統合され、さらに曲の終わりの演出が省略されている。
2. Joker
（作詞・作曲・編曲:湘南乃風）
4thアルバム『湘南乃風〜JOKER〜』収録。
3. Rockin'Wild
（作詞:湘南乃風 / 作曲:湘南乃風、KAI / 編曲:湘南乃風）
2ndアルバム『湘南乃風〜ラガパレード〜』収録。
4. STILL WILD
（作詞:湘南乃風 / 作曲:LEFT SIDE 湘南乃風 / 編曲:湘南乃風）
2ndシングル「晴伝説」のカップリング曲。
アルバムに収録されるのは、本作が初となる。
5. Bombo Claat
（作詞・作曲・編曲:湘南乃風）
4thシングル「覇王樹」のカップリング曲。
アルバムに収録されるのは、本作が初となる。
6. 風
（作詞・作曲・編曲:湘南乃風）
1stシングルの2曲目。
7. WAVE
（作詞・作曲・編曲:湘南乃風）
MIXアルバム『湘南乃風〜湘南爆音BREAKS!〜 mixed by The BK Sound』収録。
通常バージョンで収録されるのは、本作が初となる。
8. rainy
（作詞・作曲・編曲:湘南乃風）
4thアルバム『湘南乃風〜JOKER〜』収録。
9. CLASSIC
（作詞・作曲・編曲:湘南乃風）
1stアルバム『湘南乃風〜REAL RIDERS〜』収録。
10. JUMP AROUND
（作詞・作曲・編曲:湘南乃風）
5thシングル「純恋歌」のカップリング曲。
11. OH YEAH
（作詞・作曲・編曲:湘南乃風）
3rdアルバム『湘南乃風〜Riders High〜』収録。
12. SHOW TIME
（作詞・作曲・編曲：湘南乃風）
8thシングル「恋時雨」のカップリング曲。
13. BREAK DOWN
（作詞・作曲・編曲:湘南乃風）
MIXアルバム『湘南乃風〜湘南爆音BREAKS!〜 mixed by The BK Sound』収録。
通常バージョンで収録されるのは、本作が初となる。
14. Riders High
（作詞・作曲・編曲:湘南乃風）
3rdアルバム『湘南乃風〜Riders High〜』収録。
15. NO WAY〜悪漢無頼〜
（作詞・作曲・編曲:湘南乃風）
4thアルバム『湘南乃風〜JOKER〜』収録。
16. Real Riders
（作詞・作曲・編曲:湘南乃風）
1stアルバム『湘南乃風〜REAL RIDERS〜』収録。

### DISC-2
1. 極東のCHAMPION feat. MSC
（作詞:湘南乃風、MSC / 作曲・編曲:湘南乃風）
2ndアルバム『湘南乃風〜ラガパレード〜』収録。
2. 札束 / 若旦那
（作詞:若旦那 / 作曲：MINMI、若旦那 / 編曲:湘南乃風）
2ndアルバム『湘南乃風〜ラガパレード〜』収録。
3. サンクチュアリ / HAN-KUN
（作詞・作曲:HAN-KUN / 編曲:HAN-KUN、湘南乃風）
3rdアルバム『湘南乃風〜Riders High〜』収録。
4. 晴れ波とSong / RED RICE
（作詞・作曲:RED RICE / 編曲:TAKA、RED RICE、湘南乃風）
3rdアルバム『湘南乃風〜Riders High〜』収録。
5. ワンルーム / SHOCK EYE
（作詞・作曲:SHOCK EYE / 編曲:SHOCK EYE、TAKA、湘南乃風）
3rdアルバム『湘南乃風〜Riders High〜』収録。
6. 親愛なる...(Live ver.) / SHOCK EYE
（作詞：SHOCK EYE / 作曲：SHOCK EYE、soundbreakers / 編曲：soundbreakers、SHOCK EYE）
4thアルバム『湘南乃風〜JOKER〜』収録。
本作では2009年5月23日に行われた『風伝説 濡れたまんまでイッちゃってTOUR'09』の横浜アリーナ公演でのライブ音源で収録されている。
7. ダイアモンド / 若旦那
（作詞:若旦那、MINMI / 作曲:MINMI、若旦那 / 編曲:MINMI、Yoshitaka “Gakkey” Ishigaki、若旦那）
4thアルバム『湘南乃風〜JOKER〜』収録。
8. 約束 / RED RICE
（作詞：RED RICE / 作曲：RED RICE、Amin03 / 編曲：soundbreakers、RED RICE）
4thアルバム『湘南乃風〜JOKER〜』収録。
9. Under The Moonlight〜at the Bord walk〜 / HAN-KUN
（作詞:HAN-KUN / 作曲・編曲:湘南乃風）
1stアルバム『湘南乃風〜REAL RIDERS〜』収録。
10. CRY feat. MINMI
（作詞:湘南乃風、MINMI / 作曲・編曲:湘南乃風）
1stアルバム『湘南乃風〜REAL RIDERS〜』収録。
11. KRAZY
「Another World feat. RYO the SKYWALKER」「次へ」「Ride On Beat」「誇り高き戦士〜Pride in the ring〜」で使用されたリディム。
12. Physical
「Real or Fake」「How we get down feat. BOOGIE MAN & VADER」「We Got A Power feat. PRIMAL from MSC & ARK from BACKGAMMON」で使用されたリディム。
13. RAVE
「JUMP AROUND」で使用されたリディム。
14. MY SWING
「Happy Today feat. MINMI」で使用されたリディム。
15. Rainy
「N.O.S〜New Old Stock〜 feat. NG HEAD」「Under The Moonlight〜at the Bord walk〜」「rainy」で使用されたリディム。